# جعدار
جعدار قرية مغربية توجد في إقليم الناظور شمال المملكة المغربية على الطريق الرئيسية بين الناظور المدينة وأزغنغان، وهي تعد من أهم قرى الإقليم، حيث أنها تتوفر على خمسة ؤسسات تعليمية متقاربة، أهمها ثانوية طه حسين التأهيلية، وإعدادية محمد الزرقطوني ومجموعة مدارس القدس الابتدائية.
وتوجد بها الجماعة القروية لبني بويفرور.